# Chapelle Notre-Dame-de-Bon-Secours
Chapelle Notre-Dame-de-Bon-Secours är en kyrka i Ville-Marie i Montréal i Kanada. Den byggdes åren 1771–1773.